# Jerzy Kędziora (artysta)
Jerzy Marian Kędziora ps. JotKa (ur. 5 września 1947 w Częstochowie) – rzeźbiarz i medalier, projektant wnętrz, terenów zielonych i zurbanizowanych.

## Życiorys
W 1972 ukończył gdańską Państwową Wyższą Szkołę Sztuk Plastycznych (obecnie Akademia Sztuk Pięknych), uczestnik krajowych i międzynarodowych sympozjów i festiwali. W latach 80. XX w. wykonał serie prac: „Chwiejni”, „Zreanimowani”, „Pęknięty Głos”, „Z odciągami”, „Wieszak dla”, „Uniformy dowódcze”, składające się na cykl „Portret Polaka czasów transformacji”. Popularność oraz uznanie publiczności i krytyków przynoszą mu tworzone od lat 90. XX w. rzeźby „balansujące”. Prezentowane są w Polsce i za granicą, m.in. na prestiżowych imprezach i wystawach  w Wenecji, Nowym Jorku, Londynie, Berlinie, Madrycie, Miami, Abu Dhabi, Dubaju oraz instalowane na trwale w przestrzeni publicznej. Artysta jest wielokrotnym stypendystą MKiS, laureatem znaczących wyróżnień w konkursach na pomniki i rzeźby. Jest członkiem Związku Polskich Artystów Plastyków i światowych stowarzyszeń  Network Sculpture i Kinetic Art. Jego prace znajdują się w muzeach, galeriach, instytucjach rządowych i placówkach dyplomatycznych, w zbiorach prywatnych. 

## Dzieła
Jerzy Kędziora jest autorem oryginalnych rzeźb balansujących, eksponowanych w kraju i za granicą. Do najbardziej znanych dzieł artysty w Polsce należą m.in.
- Bydgoszcz – „Przechodzący przez rzekę” – nowy symbol miasta
- Częstochowa – pomnik bł. ks. Jerzego Popiełuszki
- Częstochowa – popiersie gen. Kazimierza Pułaskiego
- Częstochowa – rzeźba Louisa Armstronga
- Katowice – pomnik bluesmana
- Kraków –  rzeźba „Wysoko postawiona poprzeczka” (niedaleko Bramy Floriańskiej) oraz rzeźby umiejscowione na kładce o. Bernatka
- Olsztyn – rzeźby w parku przy Spichlerzu: „Pojedynek”, „Mag”, „Mała gimnastyczka”
- Warszawa – „Akrobata z krzesłem” (Centrum Handlowe Arkadia)
- Warszawa – „Linoskoczek”, „Linoskoczka” (Galeria Handlowa Blue City)

## Nagrody i odznaczenia
- Złoty Medal „Zasłużony Kulturze Gloria Artis” (2022)[3][4]
- Złoty Medal Amerykańskiego Instytutu Kultury Polskiej (2016)[5][6]

## Galeria prac

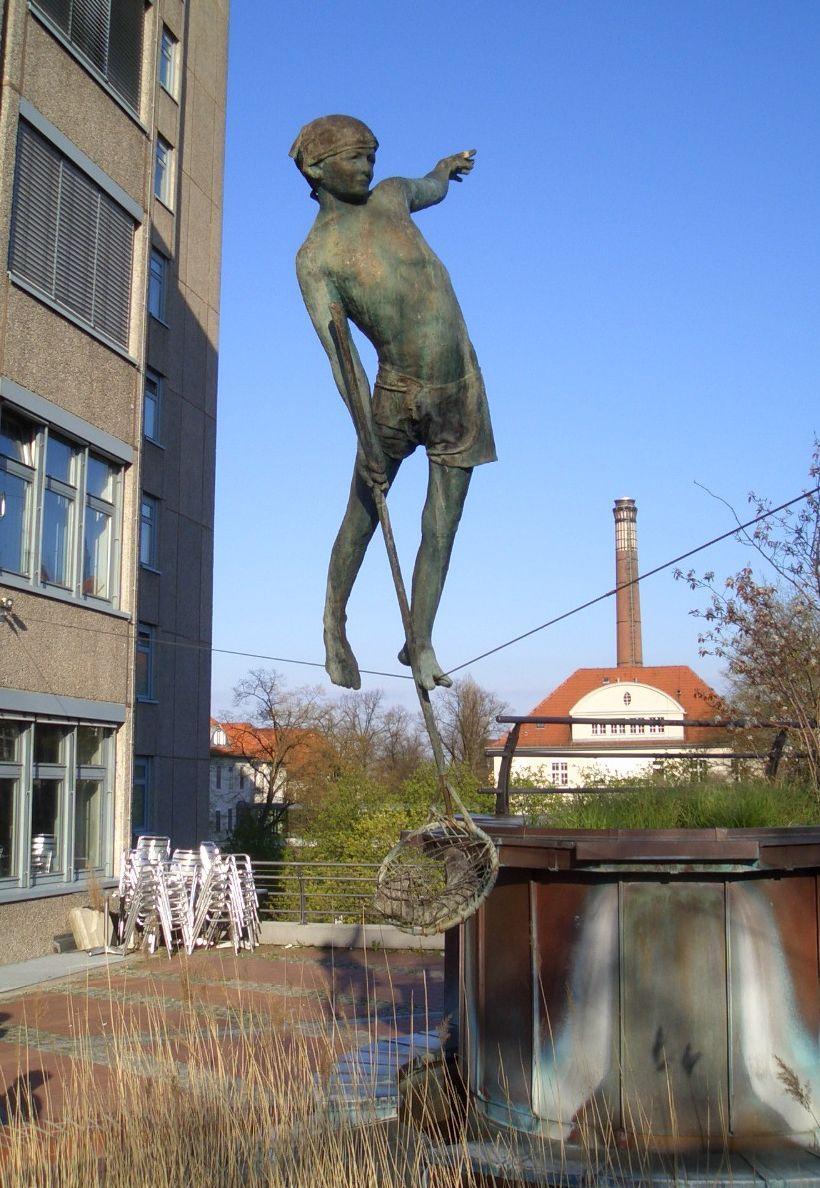
Chłopiec łowiący ryby, rzeźba w Berlinie
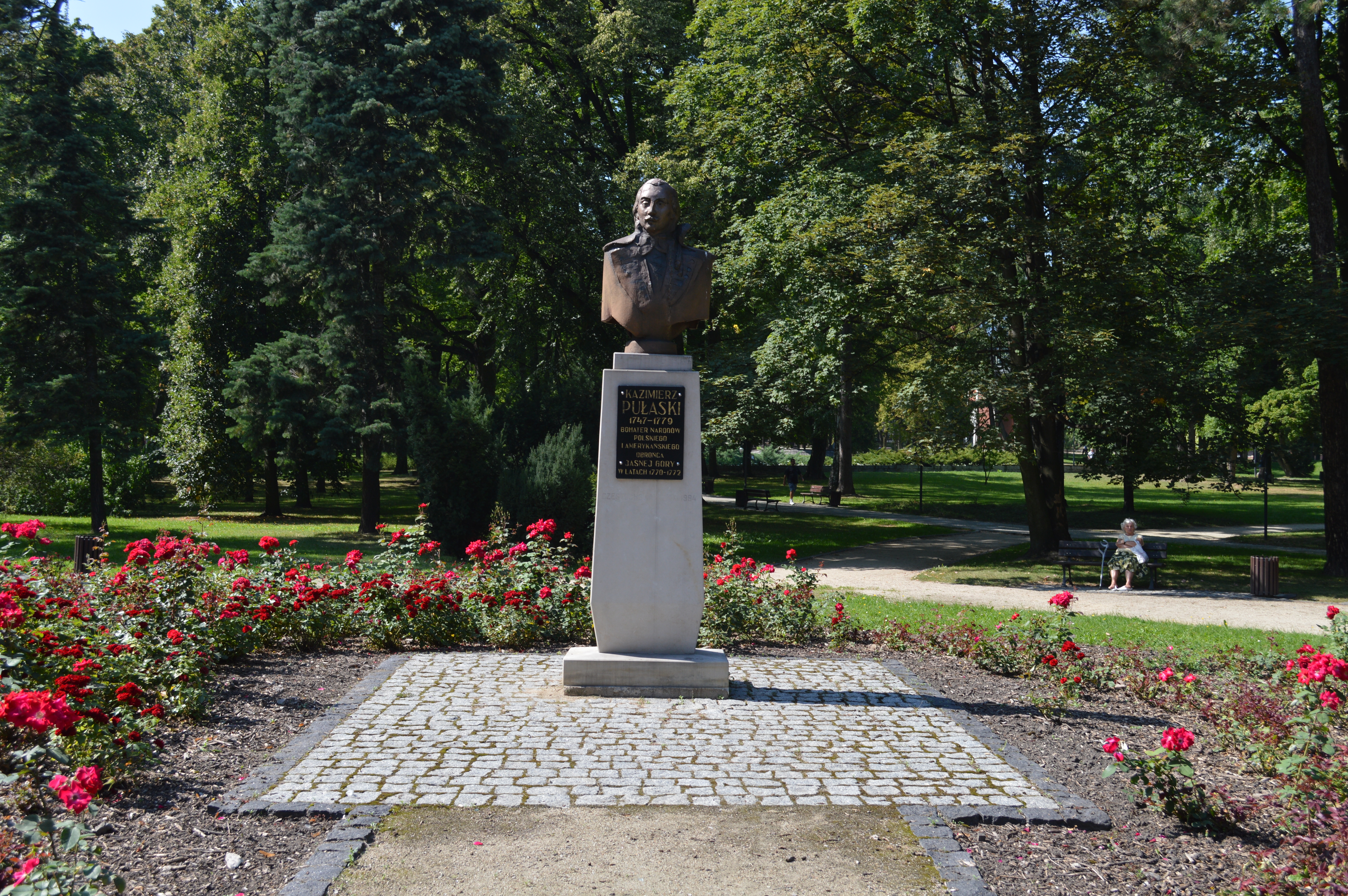
popiersie Kazimierza Pułaskiego w Częstochowie
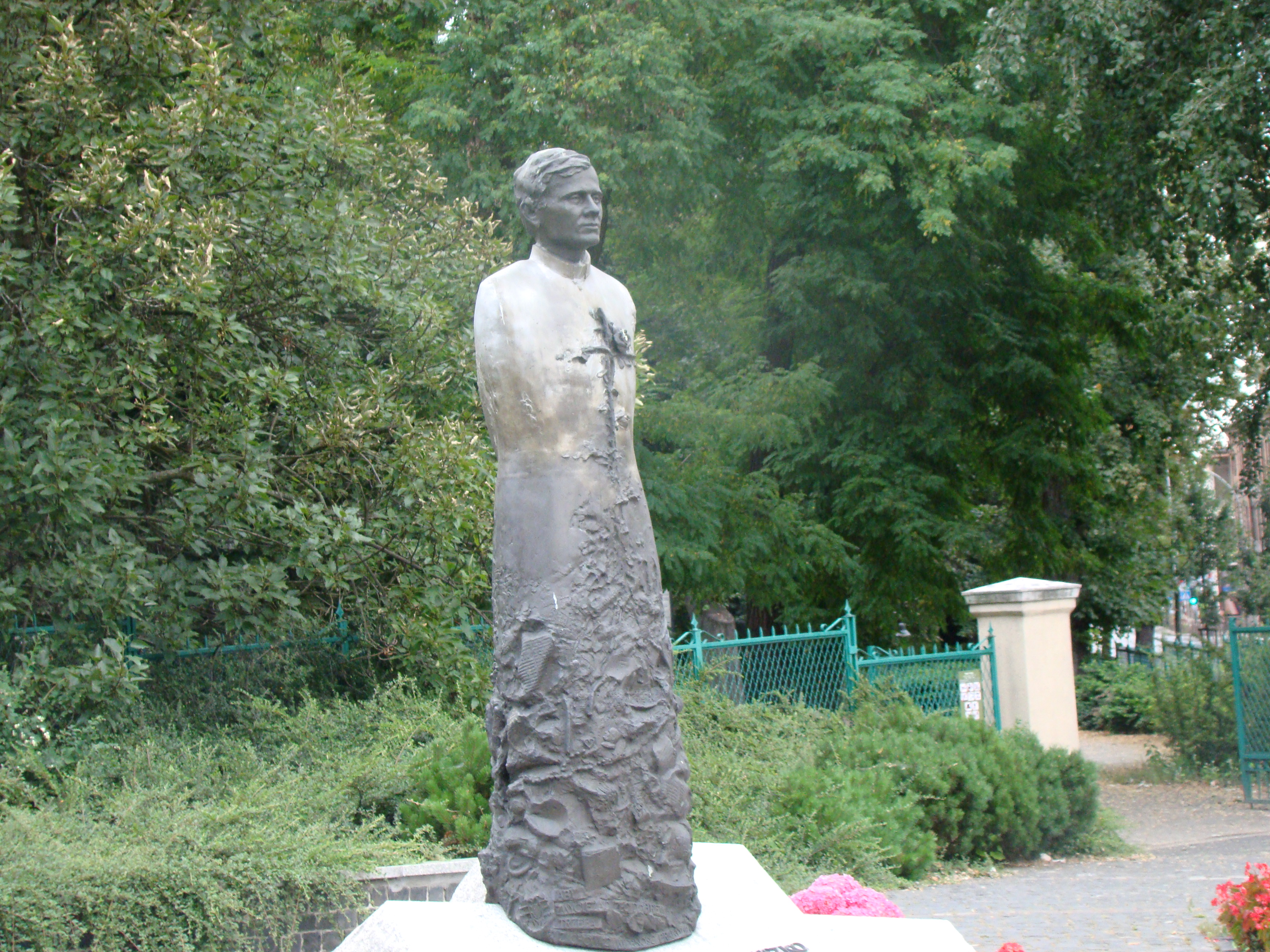
pomnik księdza Jerzego Popiełuszki w Częstochowie
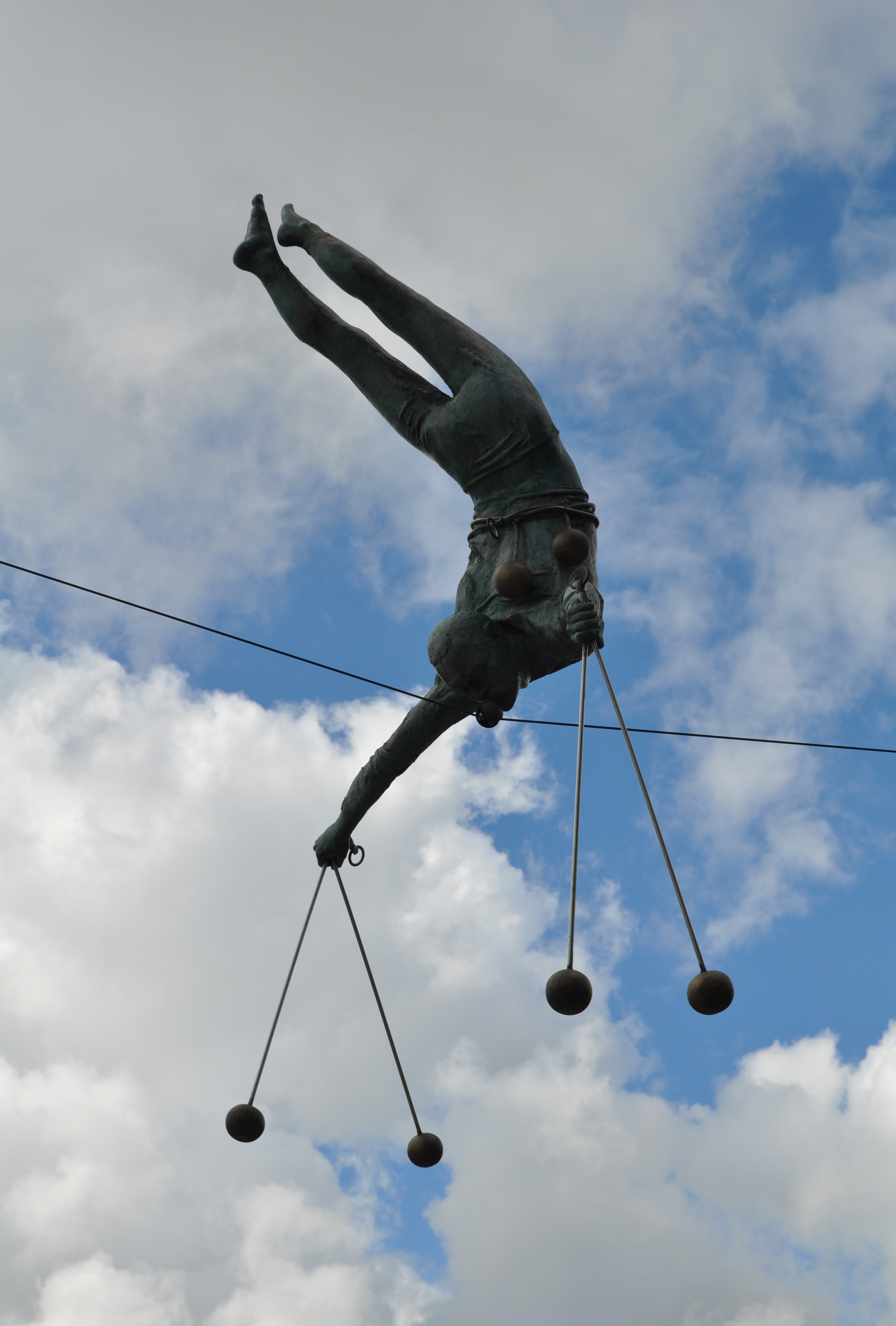
wisząca rzeźba, fragment fontanny przy ul. Jerzego Waszyngtona w Częstochowie
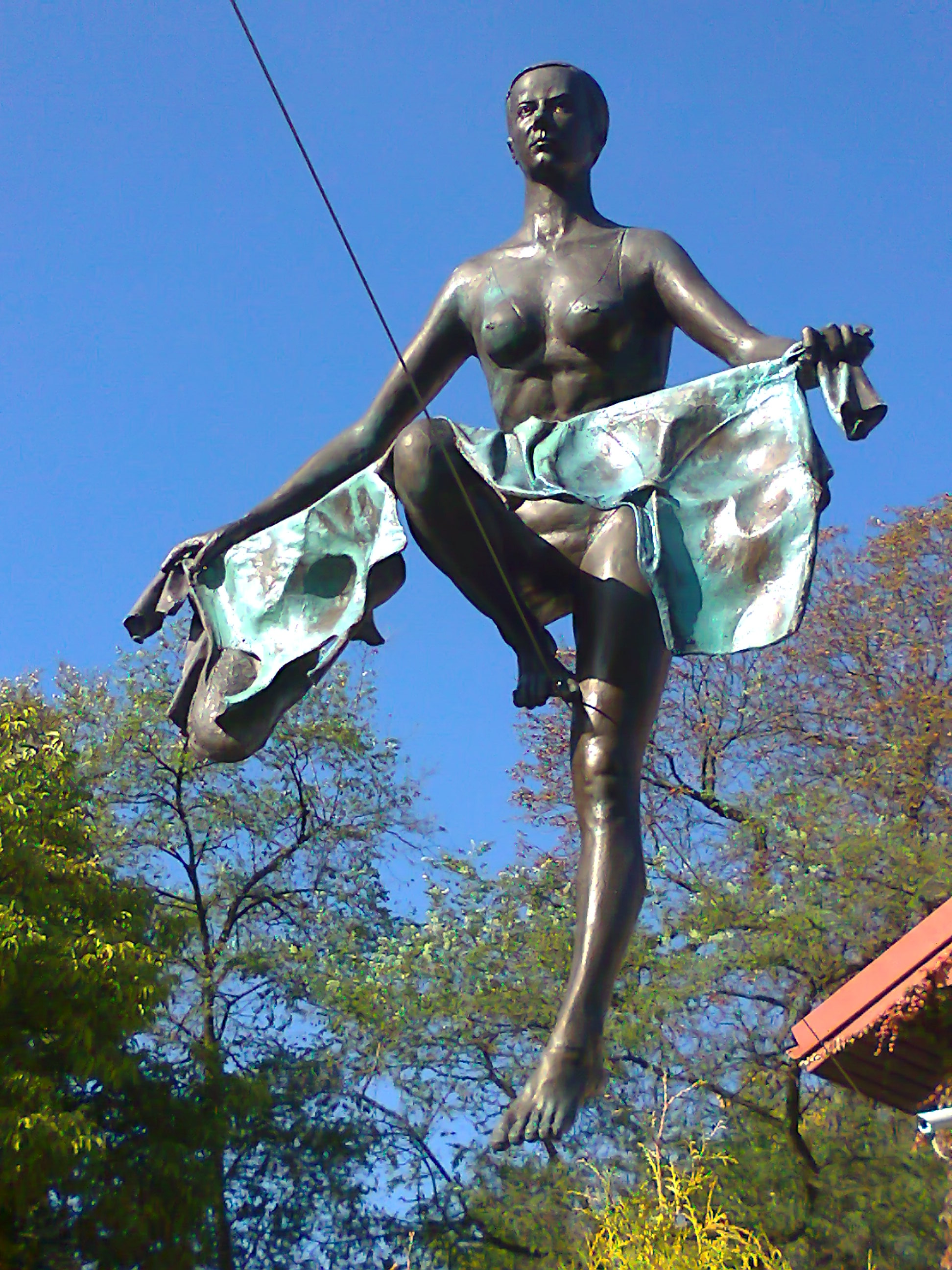
Obnażająca się albo Fetysz Dejaniry w Tomaszowicach
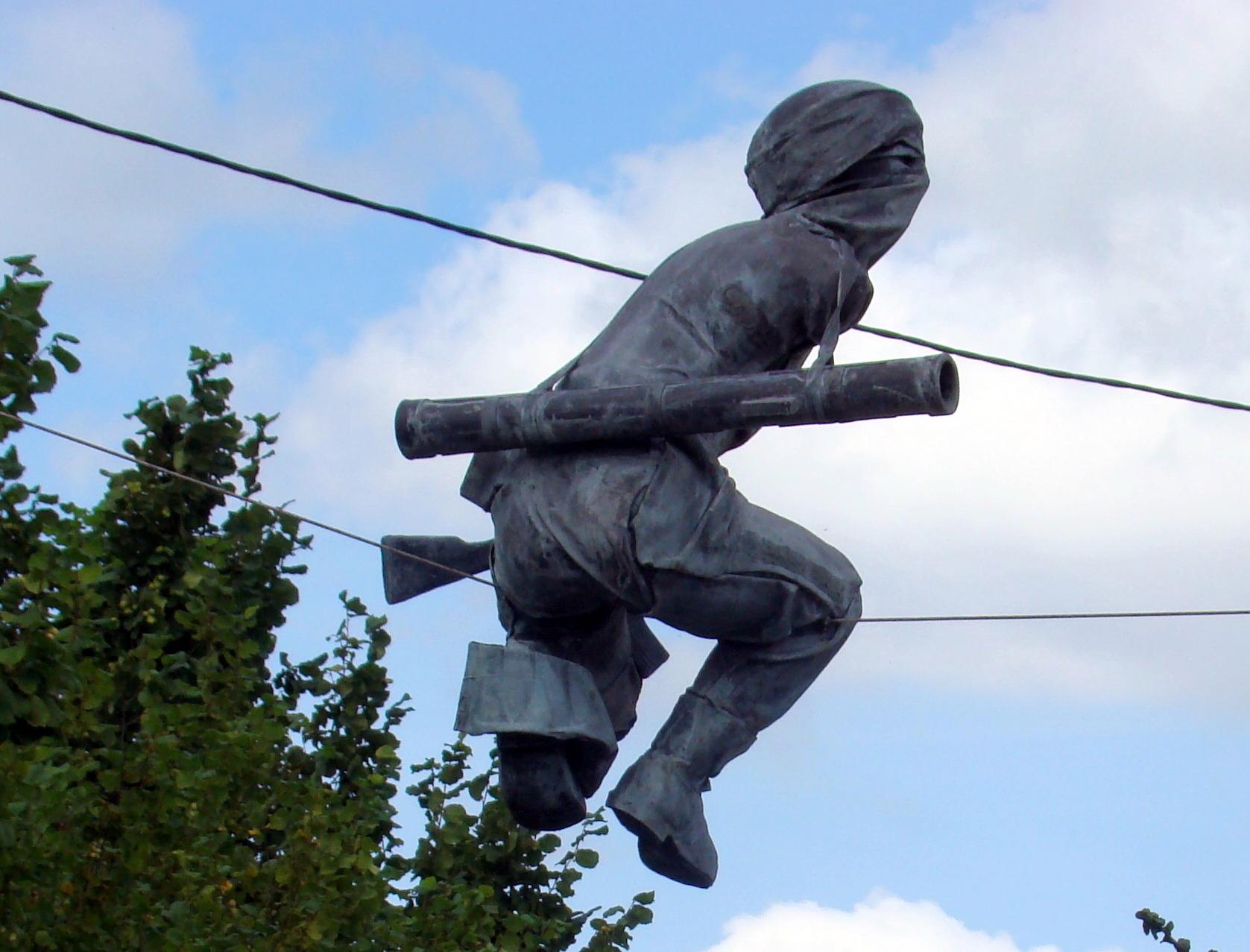
wisząca rzeźba w galerii artysty w Poczesnej
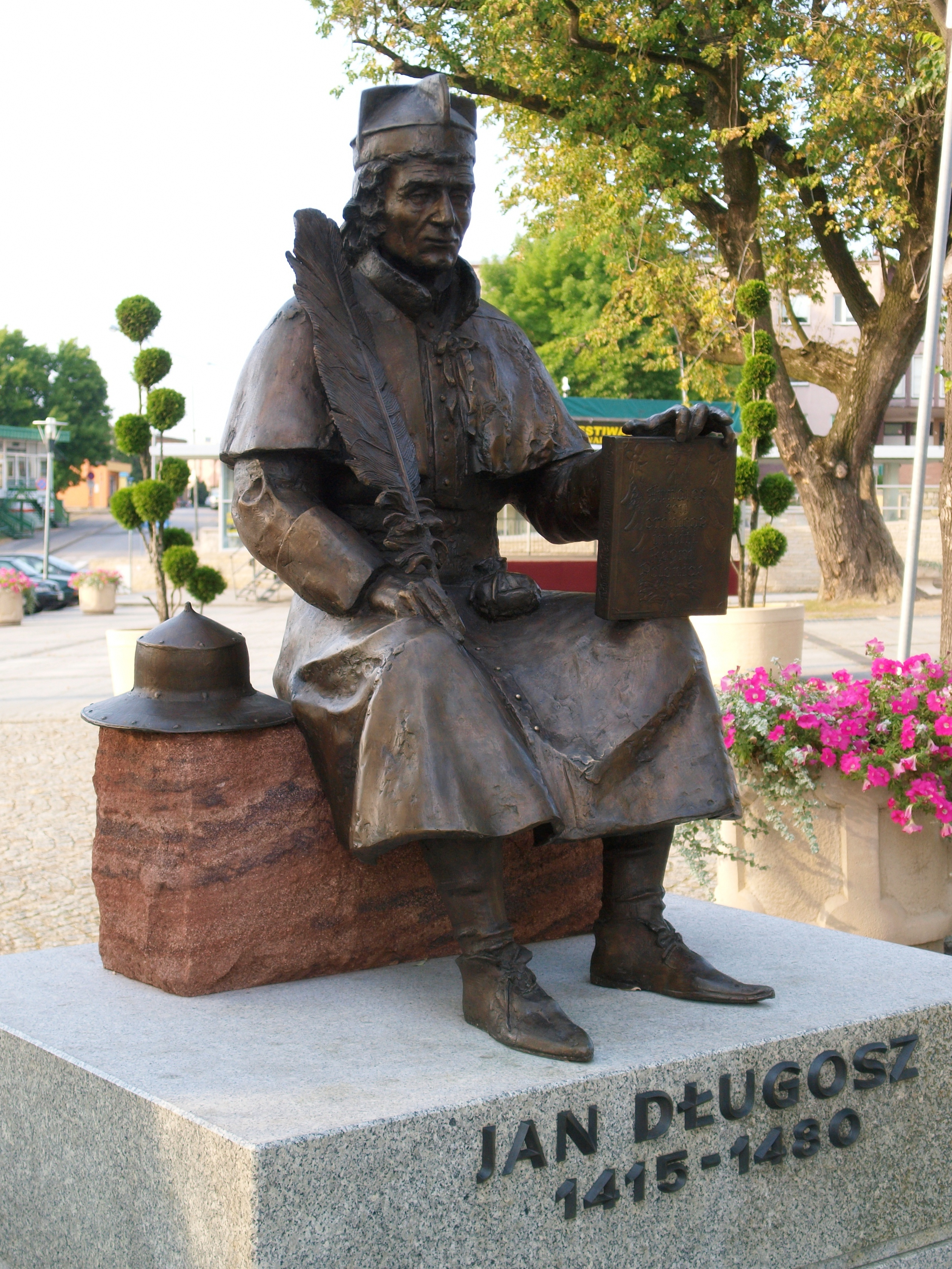
Pomnik Jana Długosza na rynku w Kłobucku.
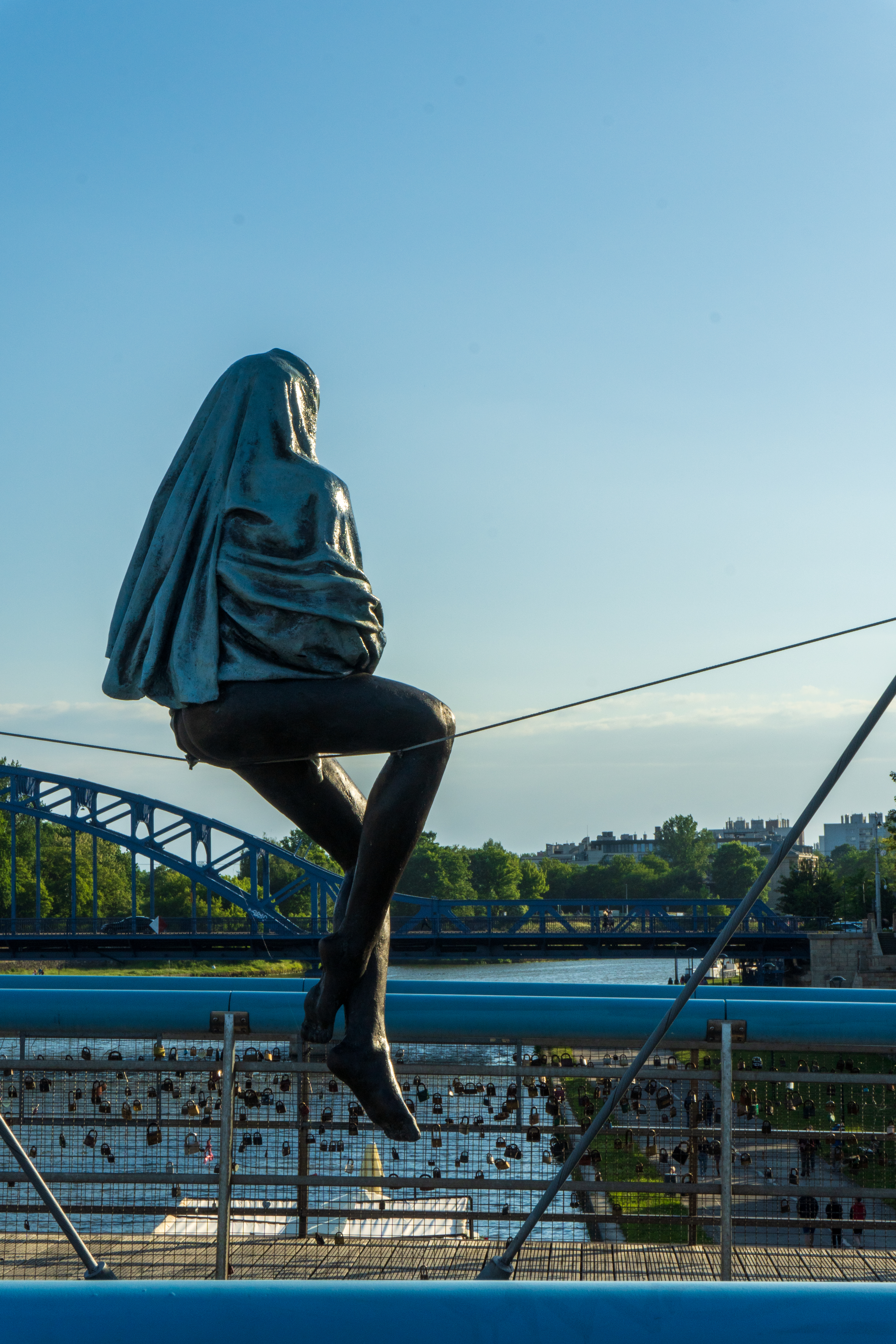
jedna z rzeźb na Kladce Ojca Bernatki w Krakowie
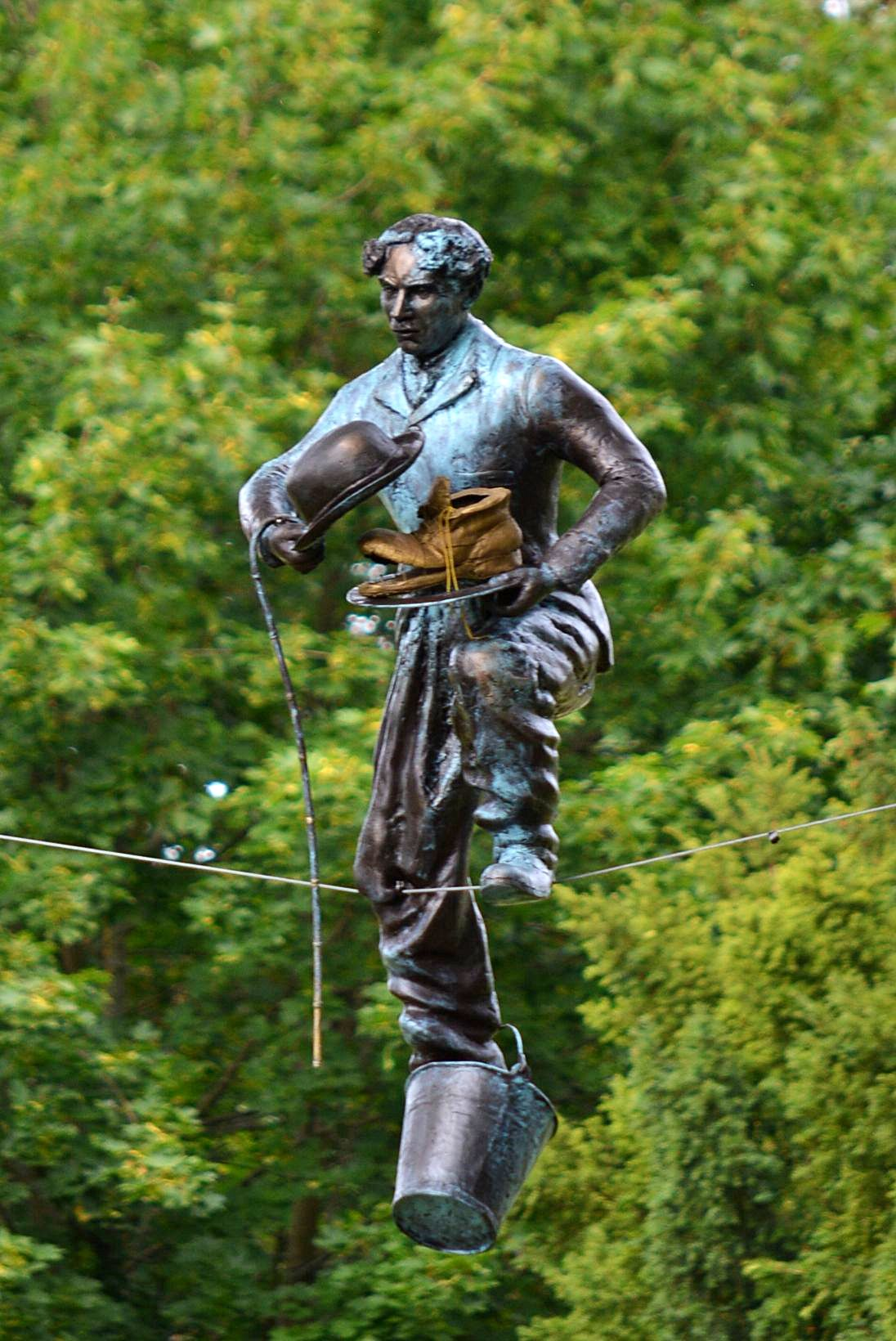
Rzeźba Charlie Chaplina
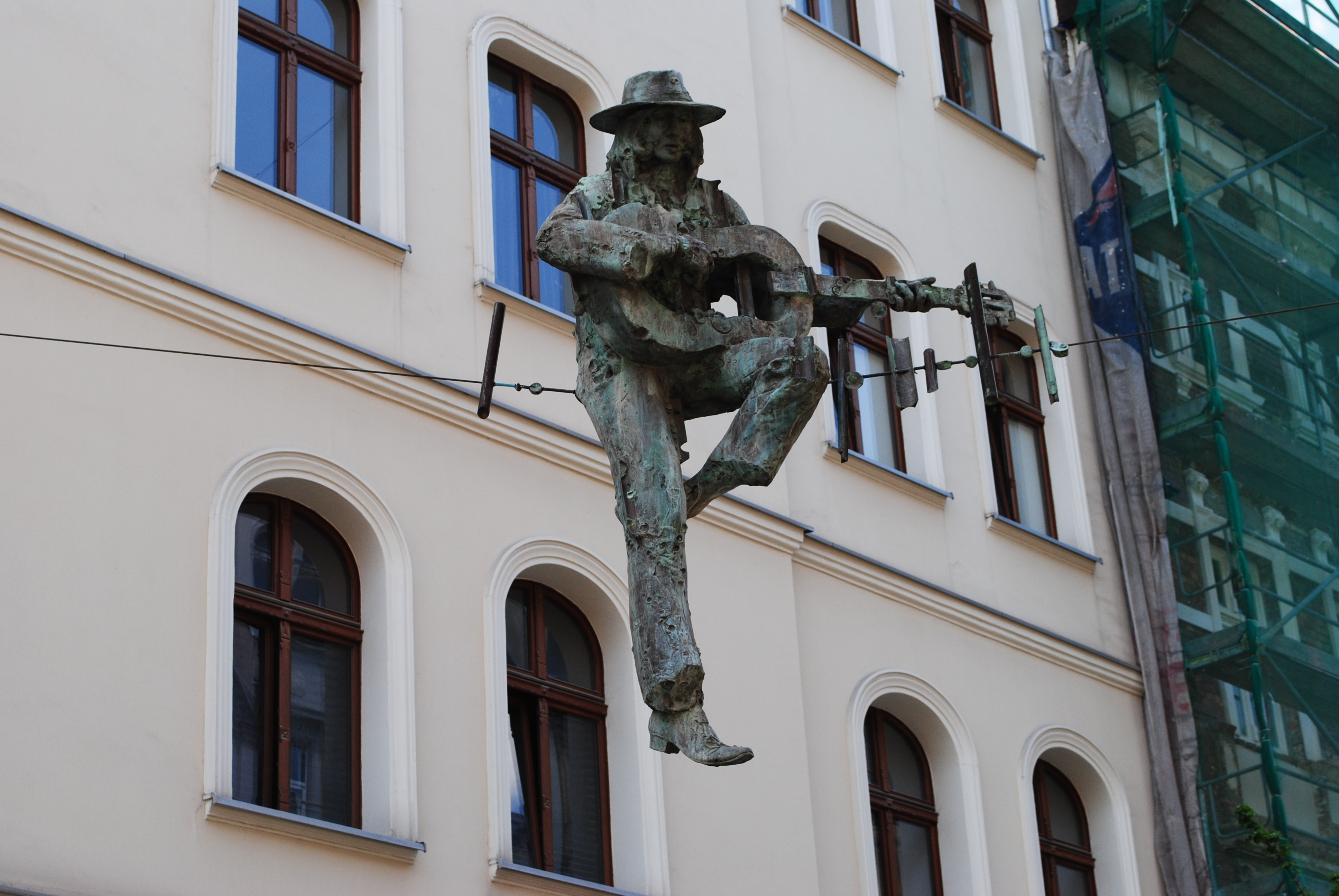
Pomnik bluesmana w Katowicach
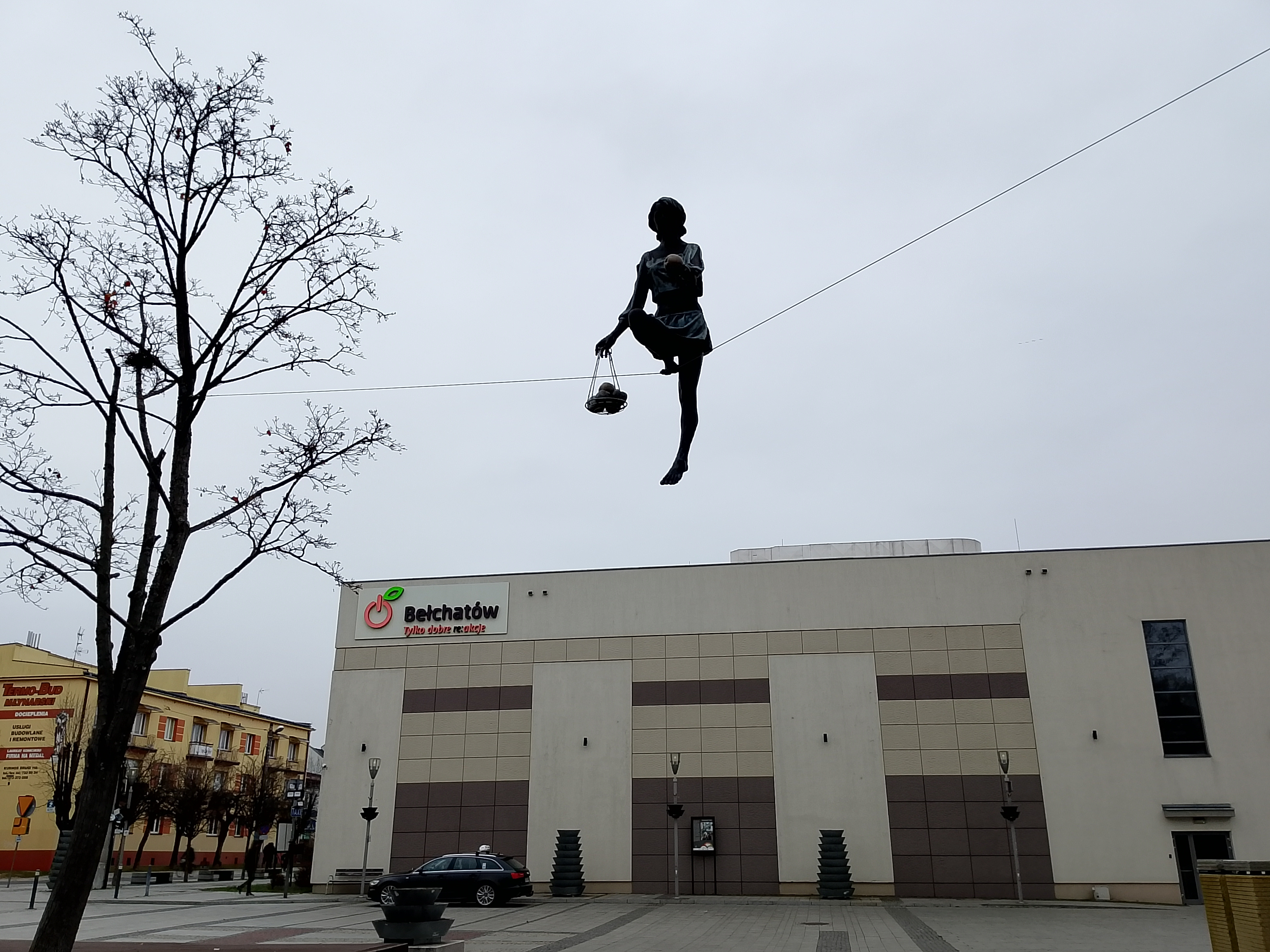
Balansująca Ewa w Bełchatowie